# Red Snapper
Red Snapper – brytyjski zespół założony w 1993 roku w Londynie przez Alego Frienda (gitara basowa), Richarda Thaira (perkusja) i Davida Ayersa (gitara).
Red Snapper gra muzykę instrumentalną stanowiącą mieszankę wielu różnych gatunków, m.in. jazzu, rocka, hip-hopu, bluesa i muzyki elektronicznej.  W nagraniach gościnnie brali też udział różni muzycy i wokaliści. Grupa ogłosiła zawieszenie działalności w 2002 roku, po czym reaktywowała się 16 czerwca 2007 roku.

## Dyskografia
- Reeled And Skinned (1995, Warp Records)
- Prince Blimey (1996, Warp Records)
- Making Bones (1998, Warp Records)
- Our Aim Is To Satisfy (2000, Warp Records)
- Red Snapper (2003, Lo Recordings)
- Redone (2003, Lo Recordings)
- Pale Blue Dot (2008, Lo Recordings)
- Key (2011, V2 Benelux)
- Hyena (2014, Lo Recordings)